# Сейнароев, Бексултан Магомедович
Бексултан Магомедович Сейнароев (ингуш. Сейнарой Мохъмада Бексолт; 20 мая 1938, Ингушетия — 31 января 2022, Москва) — советский и российский политический и государственный деятель, первый доктор юридических наук среди ингушей, профессор, судья Высшего Арбитражного Суда Российской Федерации (1995-2008 гг.), Заслуженный юрист России, академик Международной академии информатизации (отделение прав человека). Лидер ингушского национального движения, под чьим руководством 4 июня 1992 года ингуши добились создания Ингушской Республики.

## Биография
Родился 20 мая 1938 года в Ингушетии в ингушской семье Сейнароева Магомеда Жантиевича, человека почитаемого чеченцами и ингушами. 23 февраля 1944 года был депортирован в Казахстан в Павлодарскую область. Несмотря на все тяготы того времени, сумел получить отличное образование. В 1963 г. успешно окончил Всесоюзный юридический заочный институт, а в 1970 г. — аспирантуру при Всесоюзном научно-исследовательском институте советского законодательства в Москве под руководством О. Н. Садикова.

### Карьера
С 1963 года по 1978 год: от юрисконсульта до заместителя генерального директора по экономическим и правовым вопросам флагмана цветной металлургии Павлодарского алюминиевого завода. В 1970 году был награждён медалью "За доблестный труд".
Параллельно с работой на заводе он начинает свою научную и преподавательскую деятельность в Павлодарском индустриальном институте (кафедра экономики).
По рекомендации обкома КПСС в 1978 году для укрепления руководства нового предприятия Сейнароев Б. М. был переведен заместителем директора Павлодарского нефтеперерабатывающего завода по экономическим и правовым вопросам. В 1980 году он был рекомендован для назначения на должность директора этого завода, но отказался в связи с принятым им решением вернуться на малую Родину — Ингушетию. 
С начала 1981 г. по 1989 г. продолжил заниматься преподавательской и научной практикой, являясь доцентом, а затем профессором Грозненского нефтяного института имени академика М.Д.Миллионщикова, вёл курс советского права. Был уважаемым и признанным педагогом среди студентов и коллег. Блестяще защитил докторскую диссертацию в 1989 году.
В 1989 году избран народным судьей Ленинского района г.Грозного. За высокие профессиональные и организаторские способности решением бюро Чечено-Ингушского обкома КПСС был утверждён в резерв на должность Министра юстиции Республики. Пользовался заслуженным авторитетом среди работников судебной и правоохранительной системы. В 1989 году ему было присвоено звание "Заслуженный юрист Чечено-Ингушской АССР".
С конца 1989 г. по 04.06.1992 г. полностью посвятил себя общественной и политической деятельности по реабилитации репрессированного ингушского народа и  возрождению Ингушской государственности.
С конца 1992 г. с присущей ему энергией он продолжил преподавать, работая профессором Тюменского государственного нефтегазового университета, заведующим кафедрой Тюменского международного института экономики и права.
Как профессионал он взошёл на юридический Олимп. По представлению Президента РФ в октябре 1995 г. Советом Федерации Федерального Собрания РФ был назначен на должность судьи Высшего Арбитражного Суда Российской Федерации, являлся членом Пленума Высшего Арбитражного Суда РФ (с октября 1995 г. - по июнь 2008 г.). Судья высшей квалификационной категории. За период работы в должности судьи зарекомендовал себя судьей мирового уровня, обладающего глубокими научными знаниями и практическими навыками. Пользовался большим авторитетом среди судей системы арбитражных судов. В составе делегации Арбитражного суда РФ он посетил многие зарубежные страны (Канаду, Францию, Италию, ЮАР и др.).
      За работу в Высшем Арбитражном Суде Бексултан Магомедович удостоен государственными наградами: Почётными грамотами Высшего Арбитражного Суда Российской Федерации за заслуги в укреплении законности и многолетнюю добросовестную работу в судебных органах; Почётной грамотой Совета Федерации Федерального Собрания РФ за добросовестный труд, большой вклад в государственное строительство, укрепление законности и правопорядка в Российской Федерации (2003г.); медалью "За заслуги перед судебной системой Российской Федерации" (2008г.).  С 01.06.2008г. Судья в почётной отставке.
  Указом Президента Российской Федерации от 17.12.2007 г. Сейнароеву Б.М. было присвоено почётное звание «Заслуженный юрист Российской Федерации». 
      Более двадцати двух лет с 1999 года по дату ухода из жизни 31.01.2022 г. вёл плодотворную научную и педагогическую деятельность – был профессором, членом диссертационного Совета по кандидатским и докторским диссертациям Российской Академии народного хозяйства и государственной службы при Президенте Российской Федерации.  Б.М. Сейнароев подготовил 5 кандидатов наук. В 2008 г. получил Почётную грамоту данной академии «За многолетнюю плодотворную научно-педагогическую деятельность».
    08.06.2012 г. Бексултан Магомедович был награждён Почётной грамотой Президента Российской Федерации В.В. Путина «За достигнутые трудовые успехи, многолетнюю добросовестную работу, активную общественную деятельность».
    Является одним из соавторов учебника по Гражданскому праву Российской Федерации (под редакцией Садикова О.Н.). Также, в учебниках МГУ им. М.В. Ломоносова и Санкт-Петербургского государственного университета по Гражданскому праву авторы многократно ссылаются на труды Б.М. Сейнароева.

## Политическая деятельность
Б.М. Сейнароев - известный общественный и политический деятель Северного Кавказа. Он стал лидером ингушского национального движения в 1990-е годы в преддверии грядущих политических потрясений — распада СССР, объявления Чечнёй де-факто своей независимости от России. Вопрос о государственности Ингушетии повис в воздухе. На Втором съезде ингушского народа 9-10 сентября 1989 года в Грозном Сейнароев был избран членом Оргкомитета по восстановлению Ингушской государственности, а 30 декабря 1989 года — Председателем этого Оргкомитета.
На Третьем Общенациональном съезде ингушского народа, проходившем во Дворце культуры им. Ленина в г. Грозном (6 — 7 октября 1991 г.), вместо Оргкомитета был избран Народный Совет Ингушетии (НСИ), признанный единственным органом, правомочным от имени ингушского народа решать вопросы возрождения ингушской государственности.
Непосредственно съездом (голосами 790 делегатов) Председателем Народного Совета Ингушетии был избран Сейнароев, единодушно отклонив его просьбу о невыдвижении его кандидатуры. Кроме делегатов, были приглашены и участвовали в работе съезда представители народов Северного Кавказа, Председатель Координационного совета горских народов Муса Шанибов, Председатель Государственного комитета по национальным вопросам РФ, член Правительства России Прокофьев. На съезде выступил вице-президент России, Герой Советского Союза, генерал А. В. Руцкой, который поддержал полное восстановление прав репрессированного в 1944 году ингушского народа и обещал доложить своё мнение по этому вопросу Президенту России Б. Н. Ельцину.
Во время визита Б.Н. Ельцина 23 — 24 марта 1991 г. в Северную Осетию и Чечено-Ингушетию состоялась встреча с ним Оргкомитета во главе с Сейнароевым, на которой последний изложил главе России о сути ингушской проблемы и требованиях ингушского народа решить её справедливо. В конце встречи Сейнароев Б.М. высказал свои опасения попыток отдельных парламентариев выхолостить проект закона о реабилитации репрессированных народов и о своём желании принять участие в доработке этого проекта. На это обращение Б.Н. Ельцин сказал: «Я даю Вам слово, пока в этом Вы не поучаствуете, я этот закон не подпишу».
Ельцин своё слово сдержал: вскоре он принял ингушскую делегацию в Москве в присутствии Председателей комитетов, обозначил ингушскую проблему, указал на необходимость подготовки её к рассмотрению в самое ближайшее время. Только после той рабочей встречи Закон был принят. Произошло это 26 апреля 1991 года.
Оргкомитет, а затем и Народный Совет Ингушетии, возглавляемые Сейнароевым, фактически стали организаторами и одними из разработчиков законов «О реабилитации репрессированных народов» от 26 апреля 1991 г. и «Об образовании Ингушской Республики в составе РФ» от 04 июня 1992 г. Несмотря на противодействие руководства Северной Осетии, парламента Чеченской Республики Ичкерия того времени, при сжигаемых на отдельных избирательных участках урнах, попытках вооружённых экстремистских групп в самой Ингушетии сорвать референдум, Народный Совет Ингушетии возглавил и обеспечил его проведение.
На основе результатов этого референдума Президент РФ Б.Н. Ельцин в порядке законодательной инициативы внёс в Парламент РФ предложение о создании Ингушской Республики в составе РФ.
Таким образом, как председатель Оргкомитета и Народного Совета Ингушетии Сейнароев Б.М. сумел консолидировать все здоровые силы ингушского общества (и членов Народного Совета Ингушетии, и депутатов СССР,  РСФСР  и отдельных активистов-патриотов)  во имя идеи национального возрождения. В результате, ингушское национальное движение добилось создания 4 июня 1992 года Ингушской Республики в составе Российской Федерации в полном соответствии с волеизъявлением ингушского народа, выраженного на референдуме 1991 года. 
Бексултан Магомедович  является Лауреатом Премии имени известного демократа, государственного и политического деятеля Кавказа Висан-Гирея Джабагиева. За выдающиеся заслуги в становлении ингушской государственности Сейнароев Б.М. награждён орденом "За заслуги" и Почётной грамотой Президента Республики Ингушетия.

## Семья
У Сейнароева Б.М. два сына и две дочери.

## Научная деятельность
Основные направления исследований — гражданское право. В 1971 г. защитил кандидатскую диссертацию на тему: «Проблемы договора на энергоснабжение промышленных предприятий»; в 1989 г. — докторскую диссертацию на тему: «Правовые проблемы стимулирования исполнения договорных обязательств предприятиями».
Начало преподавательской и научной деятельности было положено ещё в 1970-х годах в Павлодарском индустриальном институте, при параллельной работе на крупных предприятиях  г.Павлодара.
С начала 1981 г. и по 1989 г. Сейнароев Б.М. был доцентом, затем профессором Грозненского нефтяного института им.академика М.Д. Миллионщикова.
С конца 1992 г. по конец 1995 г. - профессор Тюменского государственного нефтегазового университета и заведующий кафедрой Тюменского международного института экономики и права.
С 1999 года по дату ухода из жизни 31.01.2022 г. - профессор, член диссертационного Совета по кандидатским и докторским диссертациям Российской Академии народного хозяйства и государственной службы при Президенте Российской Федерации, подготовил 5 кандидатов наук. 
Имеет свыше 100 опубликованных научных работ, в том числе 3 монографии.

### Избранные труды
- Сейнароев Б. М. На трудном пути создания Ингушской Республики : записки Председателя Организационного комитета по возрождению ингушской государственности. — М.: Весь Мир, 2012. — 442 с. — 1500 экз. — ISBN 978-5-7777-0528-0.
- Сейнароев Б. М. Правовые вопросы договора на снабжение электроэнергией предприятий и организаций. — Алма-Ата: издательство "Казахстан", 1975. — 120 с. — 3000 экз.
- Сейнароев Б. М. Обеспечение договорной дисциплины - важный резерв ускорения. — Грозный: Чеч.-Инг. кн. изд-во, 1988. — 146 с. — 1000 экз.
- Сейнароев Б. М. План и договор: материальное стимулирование :. — М.: Юрид. лит., 1989. — 189 с. — 60 000 экз. — ISBN 5-7260-0114-1.
- Сейнароев Б. М., Сулейменов Г. А. Трудовой коллектив управляет и воспитывает. — Алма-Ата: издательство Казахстан, 1980. — 70 с. — (Гражданин СССР: права, обязанности, долг). — 12 000 экз.

## Награды и признание
- Почётное звание «Заслуженный юрист Российской Федерации» (Указ Президента РФ от 17 декабря 2007 г.)
- Почётное звание «Заслуженный юрист Чечено-Ингушской АССР» (Указ Президиума Верховного Совета Чечено-Ингушской АССР от 11 сентября 1990 года)
- орден «За заслуги» (Республика Ингушетия; 2005) — за большие заслуги в становлении и развитие государственности ингушского народа[2];
- Академик Международной академии информатизации (отделение прав человека)/09.04.1998 г.;
- медаль «За доблестный труд. В ознаменование 100-летия со дня рождения Владимира Ильича Ленина» (1970 г.);
- Почётная грамота Высшего Арбитражного Суда Российской Федерации — за заслуги в укреплении законности и многолетнюю добросовестную работу в судебных органах/ 21.09.1997 г.;
- Почётная грамота Совета Федерации Федерального Собрания РФ — за добросовестный труд, большой вклад в государственное строительство, укрепление законности и правопорядка в Российской Федерации (2003 г.);
- Почётная грамота Президента Российской Федерации В. В. Путина — за достигнутые трудовые успехи, многолетнюю добросовестную работу, активную общественную деятельность (8 июня 2012 г. № 257-рп);
- Медаль «За заслуги перед судебной системой Российской Федерации» /решение Центральной комиссии по ведомственным наградам от 26.06.2008 г. № 4/ Приказ Председателя Высшего Арбитражного Суда Российской Федерации от 01.07.2008 г. № 294 кс;
- Почётная грамота Высшего Арбитражного Суда Российской Федерации/ За добросовестное отношение к своим служебным обязанностям/ 20.05.1998 г.;
- Почётная грамота Российской Академии государственной службы при Президенте Российской Федерации (За многолетнюю плодотворную научно-педагогическую деятельность/ подписал Ректор академии В.К. Егоров, 2008 г.);
- Медаль СССР «За доблестный труд»/ 1970 г.;
- Медаль «Ветеран труда»/ За долголетний добросовестный труд/ от имени Президиума Верховного Совета СССР/ 1984 г.;
- Медаль «За активную работу в органах народного контроля СССР»/1975 г.;
- Почётная грамота Павлодарского обкома комсомола/ За активное участие в работе комсомольской организации алюминиевого завода /21.04.1965 г.;
- Почётная грамота Комитета народного контроля Казахской ССР/ 09.02.1968 г.;
- Почётная грамота Парткома Павлодарского алюминиевого завода/1978 г.;
- Почётная грамота Ленинского райкома КПСС г. Грозного/ За большую партийно-политическую работу/июнь 1988 г.;
- Почётная грамота Постоянного представителя Республики Ингушетия при Президенте РФ/ За многолетнюю плодотворную работу в области преподавания и неоценимый вклад в воспитании и подготовке высококвалифицированных кадров для Республики Ингушетия и всей страны в целом/ 2012 г.;
- Почётная грамота Ингушского регионального отделения Ассоциации юристов России / За заслуги в становлении и развитии государственности Республики Ингушетия, многолетний добросовестный труд и высокий профессионализм;
- Благодарность от Павлодарского городского комитета народного контроля/ За активное участие в работе органов народного контроля с занесением портрета на Доску лучших народных контролёров города/ апрель 1975 г.;
- Благодарственное письмо от Председателя Высшего Арбитражного Суда Российской Федерации от 26.04.2007 г./ За многолетнюю и плодотворную работу по укреплению законности в экономических отношениях;
- Благодарность Президента Республики Ингушетия от 24.12.2010 г./За активное участие в общественной жизни Московской ингушской общины/ подписана Президентом РИ;
- Почётный знак "За безупречный труд»/ 1974 г.;
- Почётный знак «Победитель социалистического соревнования 1973 года»;
- Почётный знак «Победитель социалистического соревнования 1974 года»;
- Почётный знак «Победитель социалистического соревнования 1975 года»;
- Почётный знак «Победитель социалистического соревнования 1976 года»;
- Почётный знак «Ударник девятой пятилетки»/ 1976 г.;
- Почётный знак «Ударник коммунистического труда»/ 1977 г.;
- Почётный знак «Отличник социалистического соревнования»/ 1975 г.;
- Почётный знак «За заслуги перед республикой ЧИАССР»;
- Памятная медаль «В память 850-летия Москвы» Указом Президента Российской Федерации от 26.02.1997 г.;
- Памятная медаль «70 лет депортации ингушского народа» Президентом Республики Ингушетия/ 23.02.2014 г.;
- Юбилейная медаль «25 лет образования Республики Ингушетия» Главой Республики Ингушетия 03.06.2017 г.;
- Юбилейной медаль «250 лет единения Ингушетии с Россией» Главой республики Ингушетия 08.10.2020 г.;
- Поздравительный адрес от коллектива Высшего Арбитражного Суда Российской Федерации с юбилеем/ подписан Председателем Высшего Арбитражного Суда РФ В.Ф. Яковлевым/ 20.05.1998 г.;
- Приветственный адрес к 70-летию со дня рождения от Акима Павлодарской области К.Нурпеисова от 20.05.2008 г.;
- Приветственный адрес к дню рождения от Главы Республики Ингушетия / 20.05.2017 г.;
- Приветственный адрес к 70-летию со дня рождения от Постоянного представительства Республики Ингушетия при Президенте Российской Федерации / 24.05.2008 г.;
- Поздравление с 75-летним юбилеем от Главы Республики Ингушетия / 20.05.2013 г.;
- Поздравительный адрес к юбилею от Федерального арбитражного суда Северо-Западного округа (подписал Председатель Федерального арбитражного суда Северо-Западного округа И.М. Стрелов, 28.05.2008 г.);
- Приветственный адрес по случаю присвоения почётного звания -Академик Международной Академии информатизации от коллег по работе из Высшего Арбитражного Суда Российской Федерации/ 18.07.1998 г.;
- Приветственный адрес с 60-летним юбилеем от Международной академии Информатизации/Отделение прав человека/ 20.05.1998 г.;
- Поздравительный адрес к юбилею от Ректора Тюменского нефтегазового университета профессора Карнаухова Н.Н./1998 г.;
- Поздравительный адрес с юбилеем от второго секретаря Павлодарского обкома партии К.Н.Шакиримова от 20.05.2008 г.;
- Приветственный адрес по случаю юбилея от Ректората Тюменского международного института экономики и права/ 1998 г.;
- Приветственный адрес к юбилею от Губернатора Тюменской области и Председателя Тюменской Областной Думы/ 1998 г.;
- Поздравительный адрес к юбилею от Народного Собрания Парламента Чеченской Республики/ 2008 г.